# Caroline von Linsingen

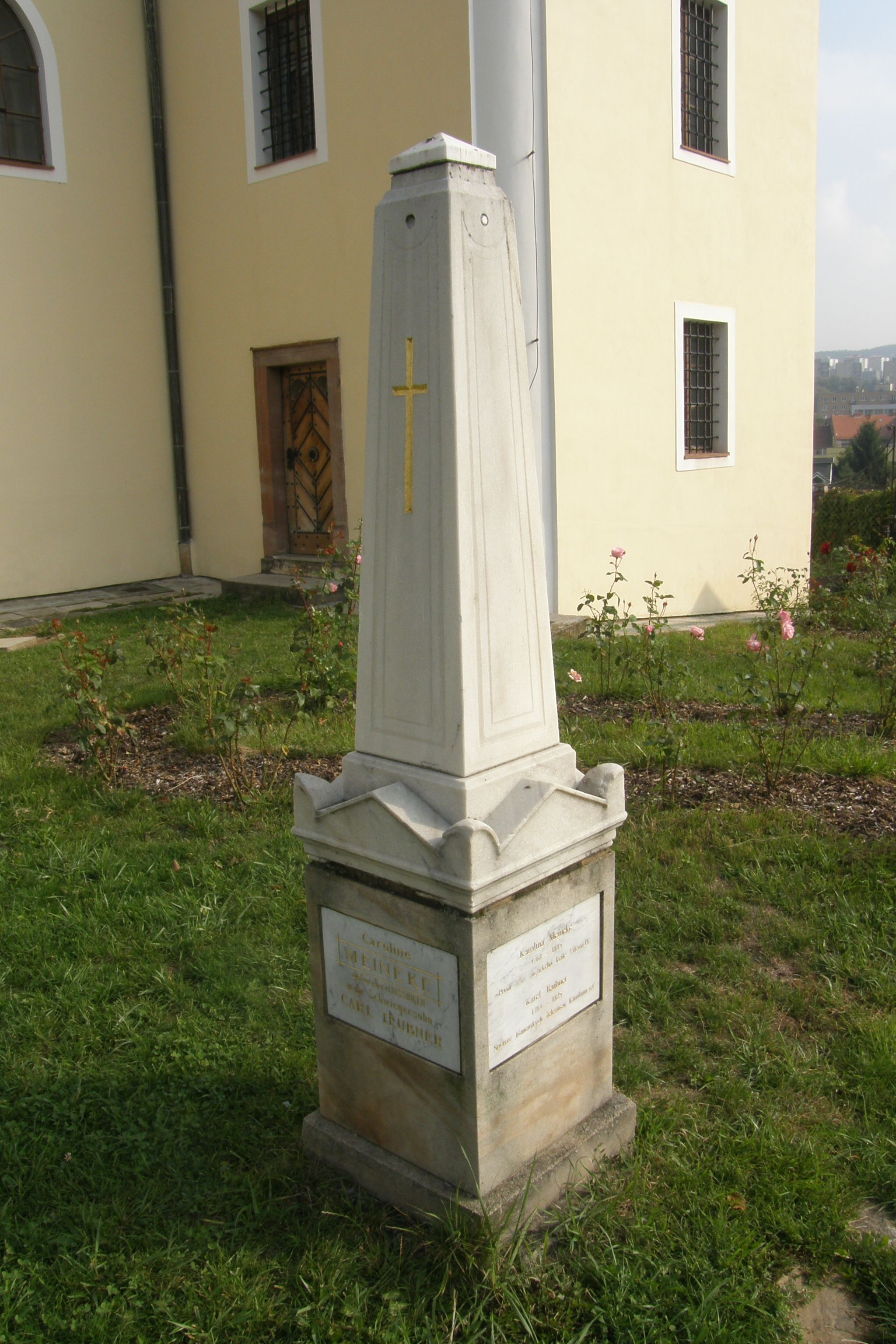
Carolines Grabstein in Blansko

Marianne Caroline Dorothee von Linsingen, genannt Caroline (* 27. November 1768 in Hannover; † 31. Januar 1815 in Blansko, Mähren), war die Tochter des kurhannoverschen Generals Wilhelm von Linsingen. Ihr wurde eine Heirat mit dem Herzog von Clarence, dem als Wilhelm IV. späteren König von Großbritannien und Irland und von Hannover nachgesagt.

## Leben
Der Vater Carolines, General Johann Wilhelm Freiherr von Linsingen zu Birkenfelde und Uder (1724–1795), war Begleiter der Sophie Charlotte zu Mecklenburg-Strelitz 1761 zu ihrer Heirat mit Georg III. nach London; auf diese Weise unterhielt er gute Beziehungen zum Londoner Hof.
Caroline erlitt nach 1792 einen Starrkrampf und wurde für tot gehalten. Der junge Arzt Dr. Adolph Meineke vertrat an ihrem Sarg vehement die Auffassung, sie sei nur scheintot, und rettete ihr so das Leben. Die beiden heirateten kurz darauf. Meineke fasste wirtschaftlich, auch nach einem Umzug nach Berlin, nicht Fuß. Er erhielt daraufhin eine Anstellung bei den Hüttenwerken des Altgrafen Salm-Reifferscheidt in Blansko in Mähren, wo Caroline verstarb. Das Grab auf dem Friedhof von Blansko ist erhalten. Meineke wurde später Kustos des Naturhistorischen Museums in Brünn und verstarb um 1832.

## Caroline, die angebliche Ehefrau eines englischen Prinzen

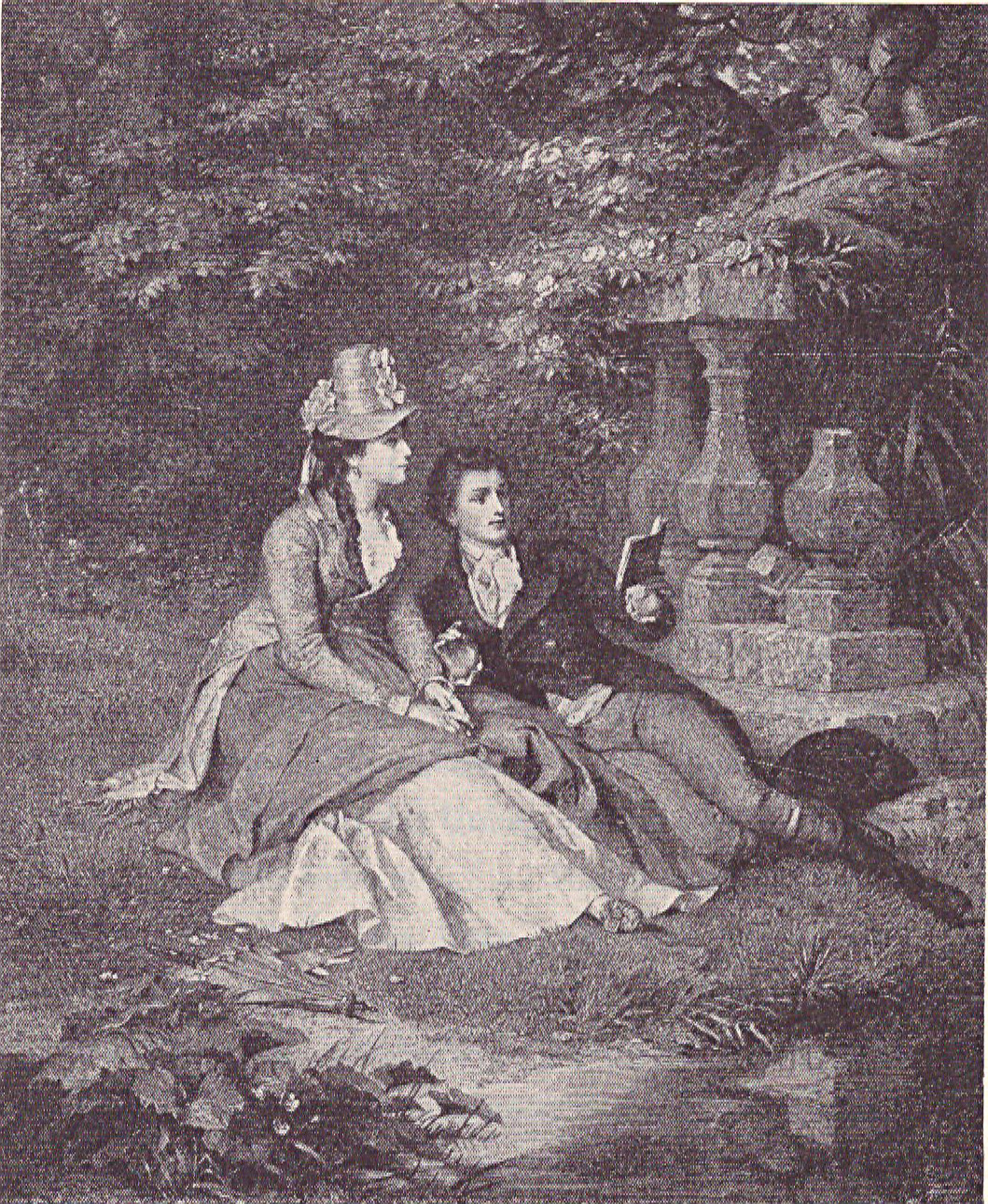
Caroline und der Prinz im Park von Pyrmont (Holzstich von Arthur von Ramberg nach einem Gemälde seines Onkels Johann Heinrich Ramberg)

Im Jahr 1880 wurde unter dem Titel Caroline v. Linsingen, die Gattin eines englischen Prinzen. Ungedruckte Briefe und Abhandlungen aus dem Nachlasse des Freiherrn K. v. Reichenbach, herausgegeben und mit einer Einleitung versehen von * * * bei Duncker & Humblot ein angeblicher Briefwechsel zwischen Caroline von Linsingen und dem Herzog Wilhelm veröffentlicht, ohne dass die behauptete Herkunft aus dem Nachlass des vormals in Blansko tätigen Karl von Reichenbach nachprüfbar belegt wird. Darin wird beschrieben, wie sie 1791 Prinz William kennen lernte, der während eines Aufenthalts in Hannover häufig im Hause Linsingen verkehrte, und dieser sich in Caroline verliebte.
Am 21. August 1791 soll ein schottischer Geistlicher in einer Waldkapelle bei Pyrmont William und Caroline heimlich getraut haben. Möglicherweise ist die Hattenser Kirche bei Ottenstein gemeint; dem widerspricht das Handbuch der historischen Stätten Deutschlands, Band Niedersachsen und Bremen, das die Kapelle in Welsede als Ort der Trauung angibt. Allerdings wird diese Mutmaßung nicht weiter erläutert oder gar belegt. Bei der Trauung seien nur Carolines jüngerer Bruder Ernst von Linsingen und Lord Richard Dutton als Vertrauter des Prinzen als Zeugen zugegen gewesen. Beide Elternpaare der jungen Eheleute hätten erst ein Jahr später von der Trauung erfahren und sogleich die Auflösung dieser Ehe betrieben, in die beide Eheleute unter dem Druck der gesellschaftlichen Verhältnisse einwilligten. Der königlich-hannoversche Offizier Hans Georg Meyer soll das Kind dieser Beziehung gewesen sein.
In der Populärliteratur wurde der Stoff mehrfach aufgegriffen und ausgestaltet (s. Literatur). 15 Jahre nach dem Erscheinen der Biografie Carolines in der Allgemeinen Deutschen Biographie mit Schilderung des Sachverhalts meldete Ferdinand Frensdorff in seiner Biografie Wilhelms IV. in der Allgemeinen Deutschen Biographie Zweifel an der Richtigkeit der Darstellung der Beziehung zwischen Caroline und Wilhelm an.
Heutzutage besteht – insbesondere in der englischen Fachliteratur – ein fast einhelliger Konsens darüber, dass eine eheliche Beziehung zwischen den beiden nie bestand.